# Sophie de Hongrie
Sophie de Hongrie, née vers 1050 et morte le 18 juin 1095, est une princesse de la dynastie des Árpád, fille du roi Béla Ier de Hongrie et de Richezza de Pologne. Elle fut margravine d'Istrie et de Carniole d'environ 1062 jusqu'à 1070, par son premier mariage avec le margrave Ulrich Ier, et aussi duchesse de Saxe de 1072 jusqu'à sa mort, par son second mariage avec le duc Magnus Billung.

## Biographie
Sophie est la fille de Béla Ier (c. 1020 – 1063), roi de Hongrie à partir de 1060, et son épouse Richezza (1013-1075), elle-même fille du roi Mieszko II de Pologne. Son père, prince héritier de Hongrie et dirigeant de la principauté de Nitra au moment de sa naissance, trouva refuge en Pologne pendant les troubles dynastiques avec son frère, le roi André Ier, et son neveu Salomon. En 1060, il retourne en Hongrie et avec le soutien des forces polonaises, il monte sur le trône à Esztergom.
La fille de Béla est tout d'abord fiancée au comte thuringien Guillaume de Weimar, margrave de Misnie, qui a été envoyé en Hongrie avec une armée impériale par l'impératrice douairière Agnès de Poitiers pour venir en aide au roi André Ier. Guillaume est vaincu et emprisonné par Béla Ier et son fils Géza, qui admiraient néanmoins son courage. Cependant, il mourut soudainement en 1062, avant que le mariage ait lieu. Sophie se marie alors avec son neveu Ulrich (mort en 1070), margrave de Carniole et d'Istrie. 
Son époux, un fidèle appui à la dynastie impériale franconienne, utilise les excellentes relations avec le souverain hongrois et ainsi agrandit ses territoires dans la péninsule d'Istrie, contre la résistance des patriarches d'Aquilée et la république de Venise. Vers 1063, il tenait des terres le long de la côte adriatique jusqu'à la baie de Kvarner qui ont constitué plus tard le « duché de Méranie » ; ses possessions furent officiellement reconnues par l'empereur Henri IV.
Après la mort d'Ulrich en 1070, le comte Markwart d'Eppenstein lui succède en tant que margrave d'Istrie et fut également le tuteur de ses enfants. Sophie se remarie avec Magnus (v.1045-1106), prince de la famille Billung, le fils aîné du duc Ordulf de Saxe. En ce moment, Magnus apporte son soutien au comte rebelle Otton de Nordheim et est emprisonné par les troupes de Henri IV, roi des Romains ; il reste en captivité même après avoir succédé à son père en tant que duc de Saxe en 1072. Ce n'est pas avant août 1073, lors d'un échange de prisonniers pendant la rébellion saxonne, qu'il est libéré du château fort de Harzburg. Il a continué de participer à la révolte des Saxons et également à la rébellion de l'antiroi Rodolphe de Rheinfelden plus tard, mais se réconcilie finalement avec Henri.

## Mariage et descendance
De son premier mariage avec Ulrich de Weimar-Orlamünde, elle donne naissance aux enfants suivants :
- Ulrich II (d. 1112), nommé margrave d'Istrie et de Carniole en 1098, marié à Adélaïde de Thuringe (d. 1146), fille du comte Louis le Sauteur ;
- Poppo II (d. 1098), nommé margrave de Carniole en 1070 et margrave d'Istrie en 1096, marié à Richgarde (d. 1130), fille du comte Engelbert Ier de Sponheim, margrave d'Istrie jusqu'en 1096 ;
- Richardis, marié au comte Othon II de Scheyern (d. c. 1110), un ancêtre de la maison de Wittelsbach ;
- Adélaïde (d. 1122), marié d'abord à Frédéric II, comte d'Andechs-Diessen (d. 1080/1096), baili (Vogt) du chapitre de la cathédrale de Ratisbonne, puis à Udalschalk (d. 1115), comte dans le Lurngau en Carinthie, un membre de la famille des Grögling-Hirschberg ; morte vers 1124 au monastère de Tegernsee ;
- Walburge.

De son second mariage avec Magnus Billung, sont nées deux filles :
- Wulfhilde (en) (d. 29 décembre 1126 à Altdorf, inhumée à l'abbaye de Weingarten), mariée au duc Henri IX de Bavière dit « Le Noir » (d. 1126), un membre de la maison Welf ;
- Eilika (d. 18 janvier 1142), marié au comte Otton de Ballenstedt (d. 9 février 1123), un membre de la maison  d'Ascanie qui devient duc de Saxe en 1122.

Sophie est une aïeule des différentes dynasties de l'aristocratie impériale. Au nombre de ses arrière-petits-enfants figurent l'empereur Frédéric Barberousse, le duc Henri le Lion, le margrave Othon Ier de Brandebourg et le duc Bernard III de Saxe, ainsi que le duc Othon Ier de Bavière et le comte Berthold III d'Andechs, grand-père de sainte Edwige de Silésie.

## Ascendance
|  |                                      |  |  |  |  |  |  |  |  |  |  |  |  |
|  | 8. Mihály                            |  |  |  |  |  |  |  |  |  |  |  |  |
|  |                                      |  |  |  |  |  |  |  |  |  |  |  |  |
|  |                                      |  |  |  |  |  |  |  |  |  |  |  |  |
|  | 4. Vazul                             |  |  |  |  |  |  |  |  |  |  |  |  |
|  |                                      |  |  |  |  |  |  |  |  |  |  |  |  |
|  |                                      |  |  |  |  |  |  |  |  |  |  |  |  |
|  | 9. Adelaide of Poland, the White (d) |  |  |  |  |  |  |  |  |  |  |  |  |
|  |                                      |  |  |  |  |  |  |  |  |  |  |  |  |
|  |                                      |  |  |  |  |  |  |  |  |  |  |  |  |
|  | 2. Béla Ier de Hongrie               |  |  |  |  |  |  |  |  |  |  |  |  |
|  |                                      |  |  |  |  |  |  |  |  |  |  |  |  |
|  |                                      |  |  |  |  |  |  |  |  |  |  |  |  |
|  | 10. Samuel de Bulgarie               |  |  |  |  |  |  |  |  |  |  |  |  |
|  |                                      |  |  |  |  |  |  |  |  |  |  |  |  |
|  |                                      |  |  |  |  |  |  |  |  |  |  |  |  |
|  | 5. Katun de Bulgarie (d)             |  |  |  |  |  |  |  |  |  |  |  |  |
|  |                                      |  |  |  |  |  |  |  |  |  |  |  |  |
|  |                                      |  |  |  |  |  |  |  |  |  |  |  |  |
|  | 11. Agathe (en)                      |  |  |  |  |  |  |  |  |  |  |  |  |
|  |                                      |  |  |  |  |  |  |  |  |  |  |  |  |
|  |                                      |  |  |  |  |  |  |  |  |  |  |  |  |
|  | 1. Sophie de Hongrie                 |  |  |  |  |  |  |  |  |  |  |  |  |
|  |                                      |  |  |  |  |  |  |  |  |  |  |  |  |
|  |                                      |  |  |  |  |  |  |  |  |  |  |  |  |
|  | 12. Boleslas Ier                     |  |  |  |  |  |  |  |  |  |  |  |  |
|  |                                      |  |  |  |  |  |  |  |  |  |  |  |  |
|  |                                      |  |  |  |  |  |  |  |  |  |  |  |  |
|  | 6. Mieszko II de Pologne             |  |  |  |  |  |  |  |  |  |  |  |  |
|  |                                      |  |  |  |  |  |  |  |  |  |  |  |  |
|  |                                      |  |  |  |  |  |  |  |  |  |  |  |  |
|  | 13. Emnilda de Lusace                |  |  |  |  |  |  |  |  |  |  |  |  |
|  |                                      |  |  |  |  |  |  |  |  |  |  |  |  |
|  |                                      |  |  |  |  |  |  |  |  |  |  |  |  |
|  | 3. Rixa Piast                        |  |  |  |  |  |  |  |  |  |  |  |  |
|  |                                      |  |  |  |  |  |  |  |  |  |  |  |  |
|  |                                      |  |  |  |  |  |  |  |  |  |  |  |  |
|  | 14. Ezzo de Lotharingie              |  |  |  |  |  |  |  |  |  |  |  |  |
|  |                                      |  |  |  |  |  |  |  |  |  |  |  |  |
|  |                                      |  |  |  |  |  |  |  |  |  |  |  |  |
|  | 7. Richezza de Lorraine              |  |  |  |  |  |  |  |  |  |  |  |  |
|  |                                      |  |  |  |  |  |  |  |  |  |  |  |  |
|  |                                      |  |  |  |  |  |  |  |  |  |  |  |  |
|  | 15. Mathilde de Germanie             |  |  |  |  |  |  |  |  |  |  |  |  |
|  |                                      |  |  |  |  |  |  |  |  |  |  |  |  |
|  |                                      |  |  |  |  |  |  |  |  |  |  |  |  |